# Ben Aris
Ben Aris, właśc. Benjamin Patrick Aris (ur. 16 marca 1937 w Londynie, zm. 4 września 2003 w hrabstwie Surrey) – brytyjski aktor teatralny, telewizyjny i filmowy.

## Życiorys
Karierę aktorską rozpoczął jako szesnastolatek, choć po osiągnięciu pełnoletniości musiał ją przerwać na czas zasadniczej służby wojskowej. Jako młody aktor grywał głównie w teatrze, zarówno na londyńskim West Endzie, jak i na nowojorskim Broadwayu. W 1968 wystąpił w filmowym dramacie historycznym Szarża lekkiej brygady, gdzie wcielał się w postać Henry’ego Maxse’a, a także w filmie Jeżeli.... W 1970 zagrał w filmie Kochankowie muzyki. W 1973 zadebiutował w telewizji, a konkretnie w sitcomie BBC Some Mothers Do 'Ave 'Em. W tym samym roku zagrał w filmie Szczęśliwy człowiek (film 1973). W 1974 wystąpił w jednym z odcinków serialu Doktora Who. W 1975 wystąpił w musicalu filmowym Tommy.
W latach 80. telewizja stała się najważniejszym obszarem jego aktywności. Pracował tam głównie jako aktor charakterystyczny, wyspecjalizowany w rolach dystyngowanych dżentelmenów z wyższych sfer. W latach 1980–1981 występował w sitcomie To the Manor Born. W 1982 po raz pierwszy pojawił się gościnnie w Hi-de-Hi!, zaś od 1985 aż do końca emisji w 1988 był członkiem stałej obsady tego serialu. Gościnnie grywał także w takich produkcjach jak Bergerac, Poirot, Pan wzywał, milordzie? czy Tak, panie ministrze. W latach 90. nadal grywał w telewizji, choć często w mniejszych rolach, pozostał także aktywny na scenie, między innymi w Królewskim Teatrze Narodowym.